# Fred Ramdat Misier
Fred Ramdat Misier, nome completo Lachmipersad Frederik Ramdat Misier (Paramaribo, 28 ottobre 1926 – Paramaribo, 27 giugno 2004), è stato un politico surinamese.
È stato Presidente del Suriname dal 4 febbraio 1982 al 25 gennaio 1988.